# Saint-Aubin-sur-Mer, Seine-Maritime

Saint-Aubin-sur-Mer este o comună în departamentul Seine-Maritime, Franța. În 1 ianuarie 2022 avea o populație de 175 de locuitori.